# Cima di Mezzo
Die Cima di Mezzo (Cristallo-Mittelgipfel) ist ein 3154 m s.l.m. hoher Berg in den Dolomiten in der italienischen Provinz Belluno. Sie ist neben dem Monte Cristallo und dem Piz Popena einer der drei großen Gipfel der Cristallogruppe. Aufgrund der vergleichsweise leichten Erreichbarkeit wird sie sehr oft bestiegen.

## Lage und Umgebung
Die Cima di Mezzo liegt im Herzstück der Cristallogruppe zwischen der Forcella Staunies (2918 m) und dem Hauptgipfel Monte Cristallo, von dem sie eine namenlose, etwa 150 Meter tiefe Scharte trennt. Auf ihrem, von der Forcella Staunies heraufziehenden Nordwestgrat steht das Rifugio Guido Lorenzi. Die Westabstürze des Berges fußen in der Grava Staunies, einer steilen Schuttrinne, durch die die Gondelbahn zur Forcella Staunies heraufführt. Im Schatten der Nordostwand liegt der mittlerweile fast verschwundene Ghiacciaio del Cristallo.

## Alpinismus
Die Erstbesteigung der Cima di Mezzo ließ vergleichsweise lange auf sich warten und erfolgte erst 16 Jahre nach jener des Hauptgipfels und immerhin elf Jahre nach jener des Piz Popena. Der Brite John Stafford Anderson und die Bergführer Santo Siorpaes und G. Ghedina wählten dabei 1881 den Weg über die Südwestflanke direkt aus der Grava Staunies. Fünf Jahre später bestieg Michel Innerkofler mit einem Begleiter die teilweise vereiste Nordostwand (III). Richard Löschner gelang 1907 die Erstbegehung des Nordgrats (III). Ein anspruchsvoller Klassiker, der Südgrat (IV), wurde im Sommer 1913 durch Ilona und Rolanda von Eötvös mit Antonio Dimai erschlossen.

## Aufstieg
Obwohl der Gipfel alpinistisch im Schatten von Monte Cristallo und Piz Popena steht, ist er heute der meistbesuchte Berg der Cristallogruppe. Grund hierfür ist die Via ferrata Marino Bianchi (Schwierigkeit C/D), die über den Nordwestgrat in 1½ Stunden auf die Cima di Mezzo führt. Der Klettersteig wurde 1973 durch die Alpinorganisation Scoiattoli di Cortina angelegt und erinnert an deren Mitglied Marino Bianchi, der drei Jahre zuvor in der Fanesgruppe abgestürzt war.

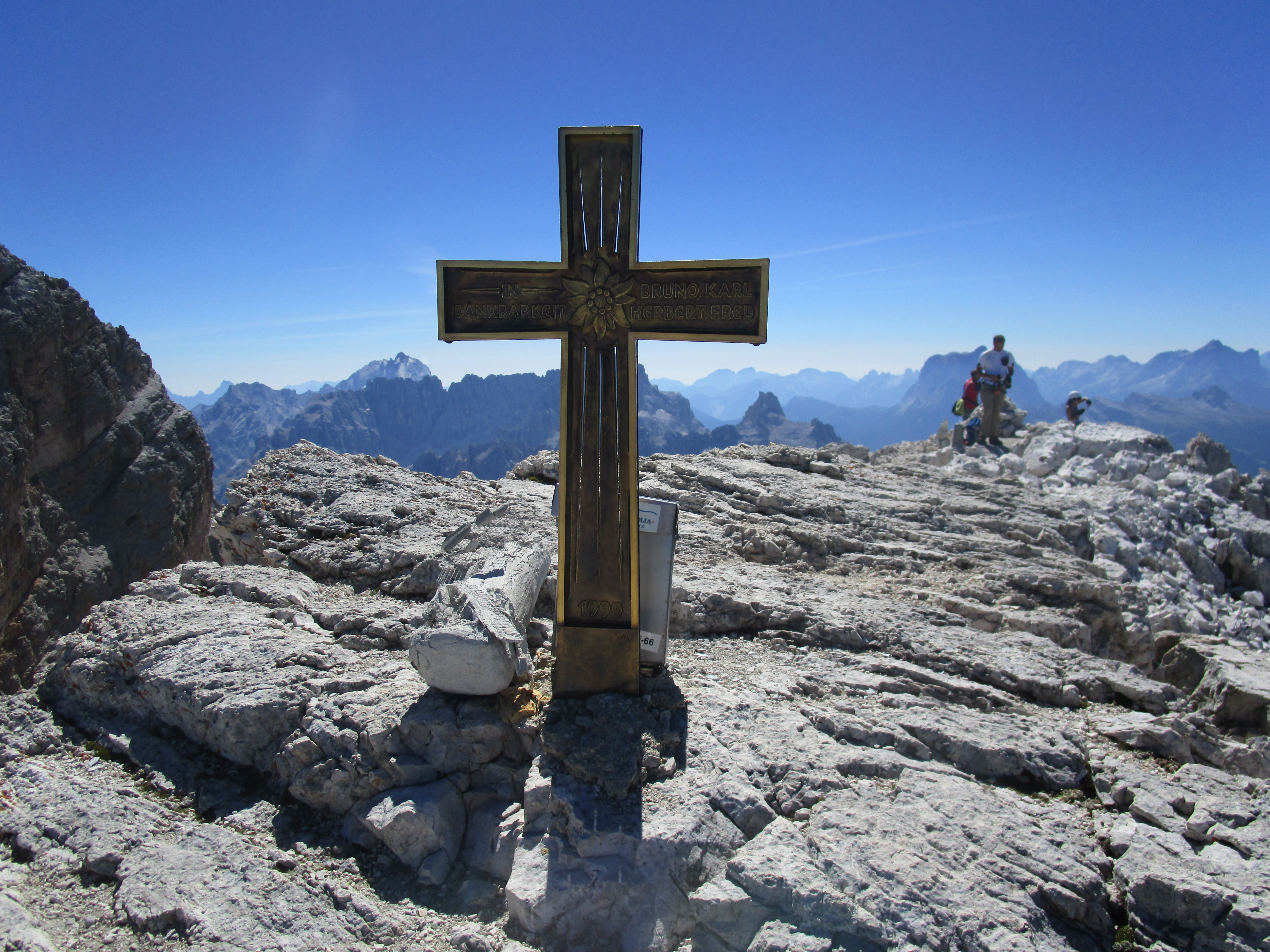
Gipfelkreuz mit Inschrift

 Der Steig beginnt an der Sonnenterrasse des Rifugio Lorenzi und führt zunächst in leichtem Auf und Ab am Grat entlang. Bald muss durch eine schattige Rinne (evtl. Altschneereste) in eine Scharte abgestiegen werden. Es folgt leichtes Gelände und man überwindet die erste von drei Eisenleitern. Nach der ersten schwierigeren Stelle (B/C) erreicht man ein Schuttplateau, wo der Abstiegsweg einmündet. Hier beginnt der zweite, anspruchsvollere Teil des Klettersteigs. Zunächst führt eine weitere Leiter auf den so genannten Roten Turm, im Anschluss an die letzte Leiter folgt die erste Schlüsselstelle (C/D). Durch einen annähernd senkrechten Riss mit Trittstiften (die zweite Schlüsselstelle) nähert man sich dem Gipfelgrat. Nach Überschreitung des eigentlichen höchsten Punktes erreicht man das Gipfelkreuz auf der Cima di Mezzo.
Der Ausblick gilt als besonders lohnend und reicht von den Sextener Dolomiten (mit Dreischusterspitze und Drei Zinnen) über Antelao und Sorapiss, Monte Pelmo, Civetta, Marmolata und Tofane bis zur Hohen Gaisl. Lediglich gegen Südosten ist die Sicht durch den unmittelbar wuchtigen Monte Cristallo verdeckt.
Im Abstieg wird der Steig gerne mit dem leichteren Sentiero Ivano Dibona (B) verknüpft, diese Kombination sollte jedoch aufgrund der Länge (gut 8 Stunden) nicht unterschätzt werden. Es empfiehlt sich daher eine Nächtigung im Rifugio Lorenzi.